# Vincencija
Vincencija je žensko osebno ime.

## Izvor imena
Ime Vincencija je ženska oblika imena Vincencij.

## Različice imena
Vincenca, Vincenka, Vincentina, Vincija, Vinčenca, Vinka

## Pogostost imena
Po podatkih Statističnega urada Republike Slovenije je bilo na dan 31. decembra 2007 v Sloveniji število ženskih oseb z imenom Vincencija: 97.

## Osebni praznik
V koledarju je ime Vincencija uvrščeno k imenu Vincenc.